# Herkersdorf
Herkersdorf ist ein Stadtteil und ein Ortsbezirk der Stadt Kirchen (Sieg) im Landkreis Altenkirchen (Westerwald) im nördlichen Rheinland-Pfalz an der Grenze zu Nordrhein-Westfalen. Bis 1969 war Herkersdorf eine eigenständige Gemeinde.

## Geographie
Herkersdorf liegt am Fuße des weit über die Landesgrenzen bekannten Druidensteins, einem sagenumwobenen und auf 431 m Höhe gelegenen Basaltkegels, in einer ruhigen, bewaldeten, malerischen Landschaft des Westerwaldes und Siegerlandes, zwischen Sieg und Heller. Das Dorf selbst liegt auf 330 m Höhe.

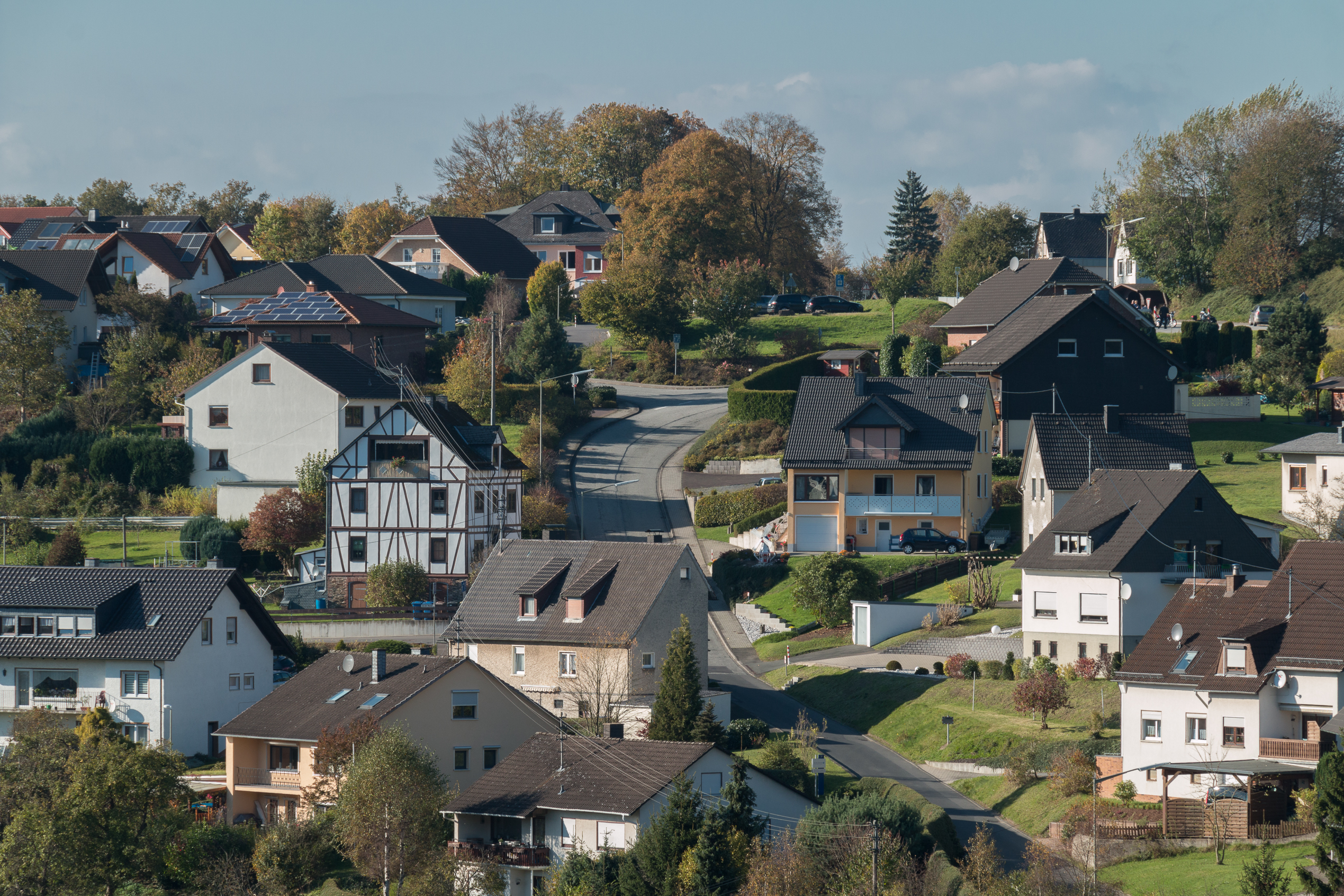
Die Kirchener Straße
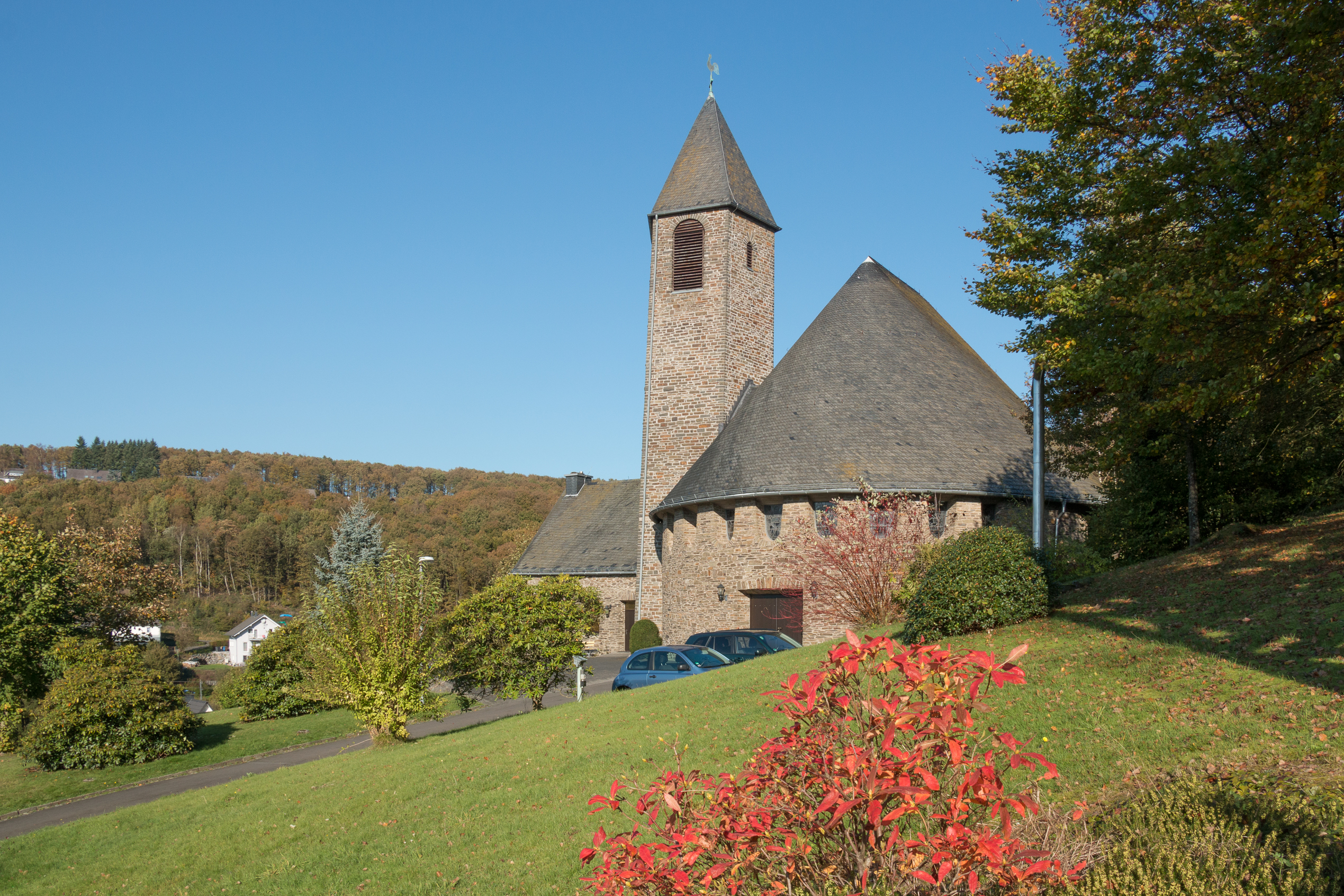
Die Heilig-Kreuz-Kirche
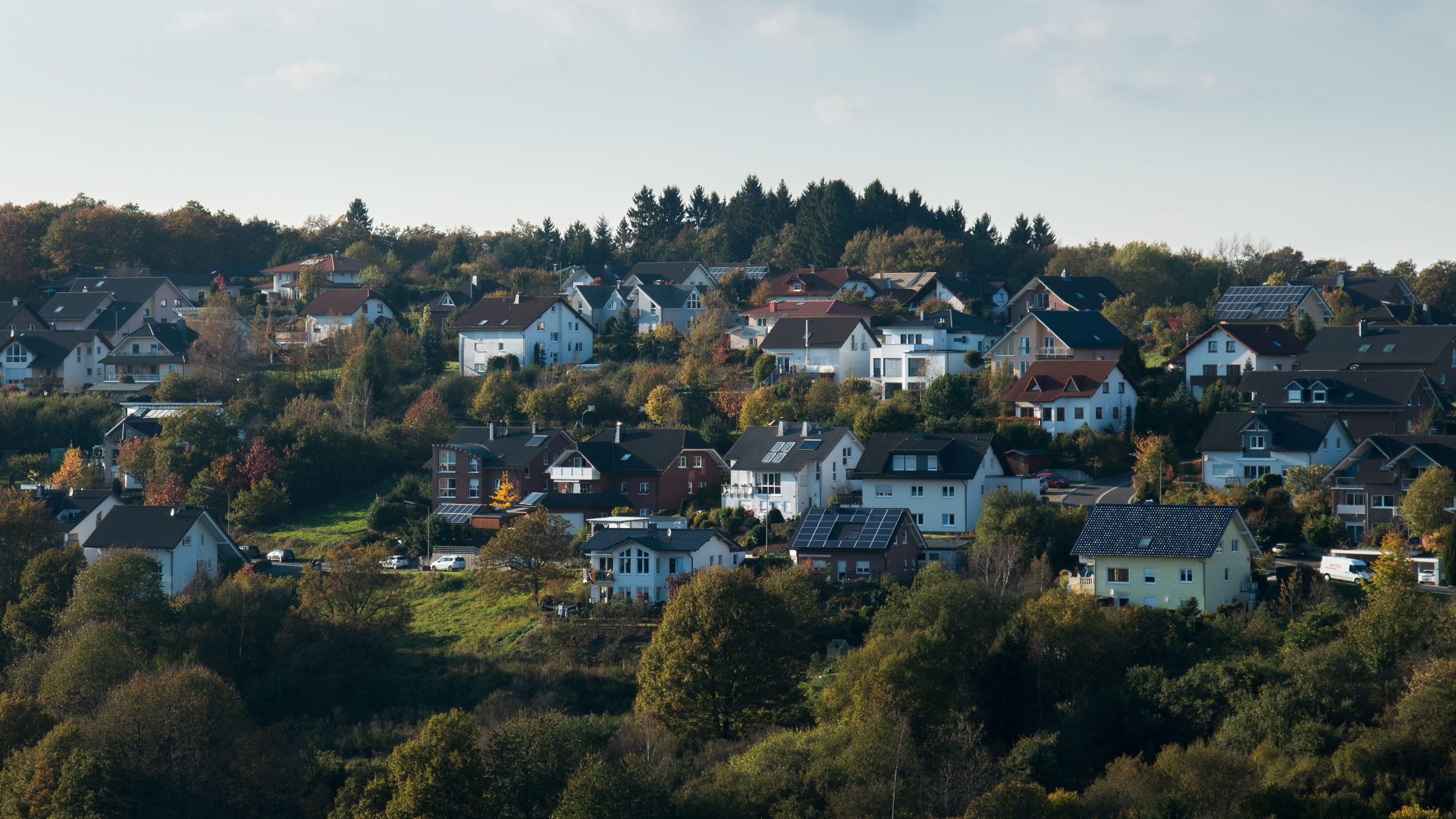
Der westliche Teil des Ortes
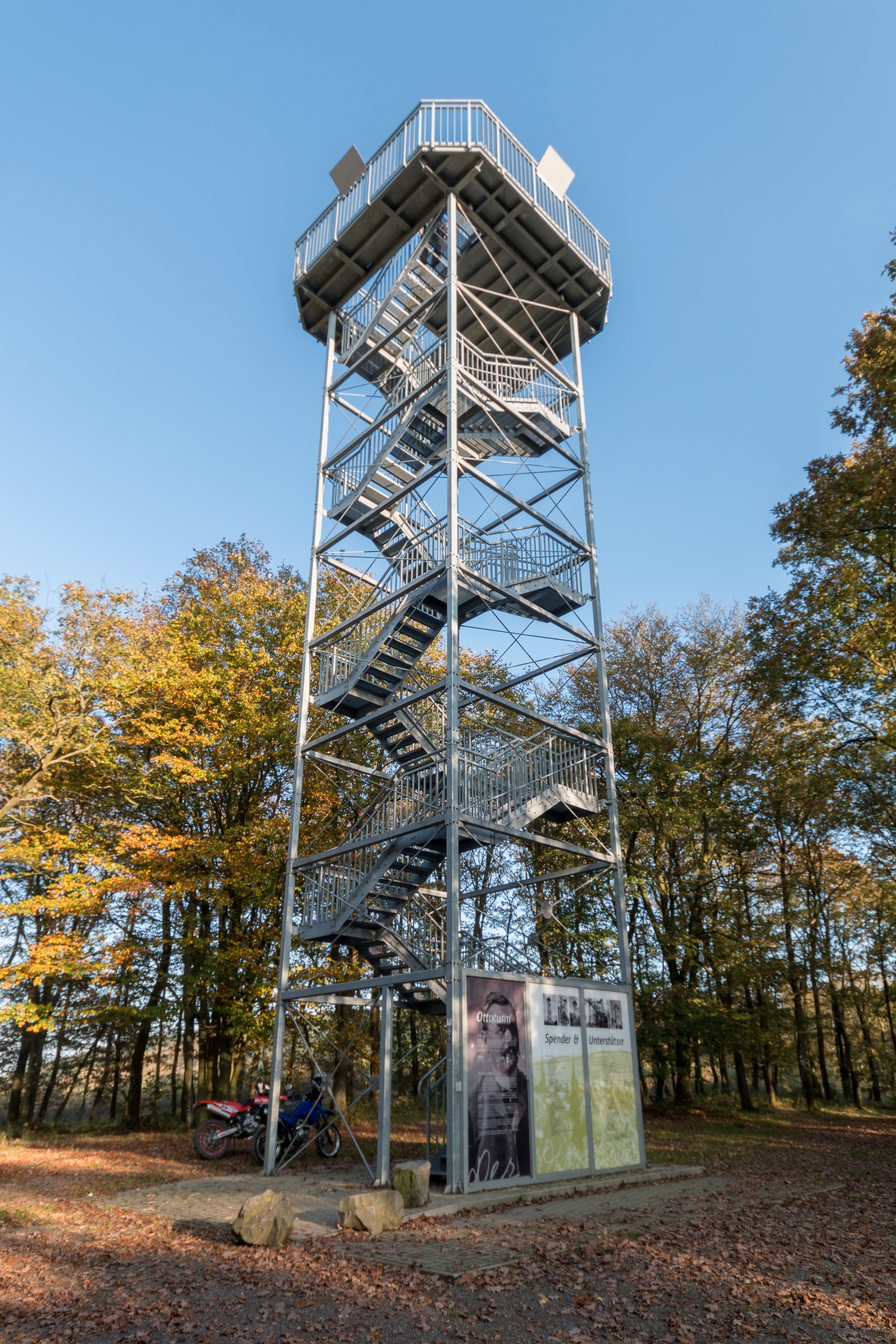
Der Ottoturm
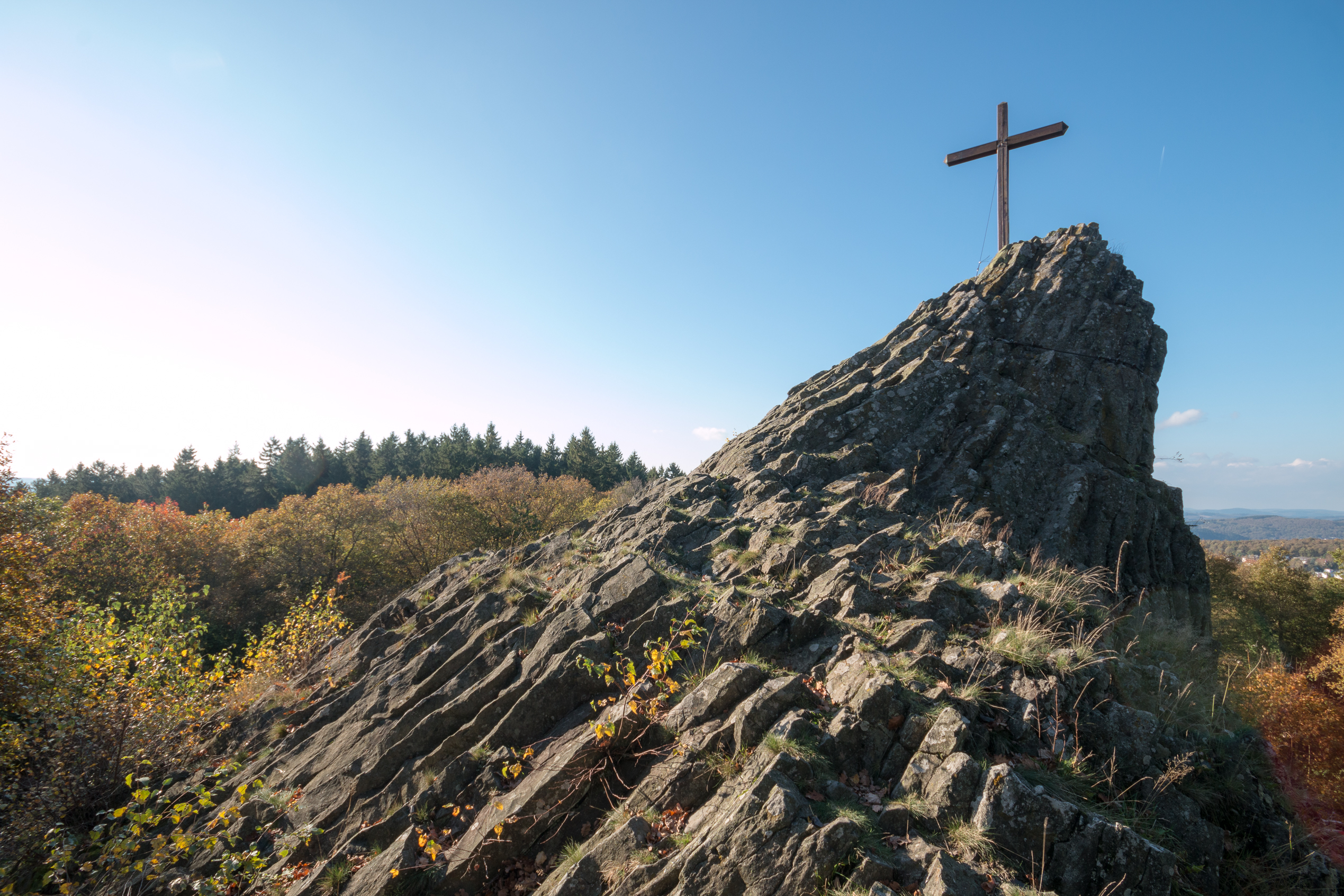
Der Druidenstein

## Geschichte

### Die Sage der Herke und der Ortsname
Folgt man alten Überlieferungen, sollen in vorchristlicher Zeit keltische Priester auf dem Druidenstein eine Kultstätte errichtet haben.
Es ranken sich viele Sagen und Mythen um diese Stätte oberhalb des heutigen Dorfes. So gibt es Sagen von gallischen Druiden bzw. Druidinnen, denen der Druidenstein als Kultstätte diente. Wahrscheinlich ist auch, dass der Druidenstein später eine religiöse Stätte der Chatten war, die hier eine Thingstätte errichteten.
Die bekanntesten Sagen ranken sich um die Figur der keltischen Druidin Herke oder Herka, der Herkersdorf seinen Namen verdanken soll. Herke ist die Tochter eines keltischen Stammesfürsten, die allem Weltlichen entsagt, um Priesterin des Heiligtums am Druidenstein zu werden. Dann aber verliebt sie sich in einen jungen Mann aus ihrem Stamm und wird seine Frau. Für diesen Bruch ihres Gelübdes, wird sie mit dem Tode bestraft, und so wird sie selbst am Druidenstein den Göttern geopfert.
Es ist auch möglich, dass an einer Kultstätte am Druidenstein einer Göttin namens Herka/Herke verehrt wurde. Herke oder auch Frau Herke ist eine Variante der Figur der Frau Holle, die wahrscheinlich auf eine jungsteinzeitliche Muttergöttin zurückgeht.

### Erste schriftliche Erwähnung
Im Jahr 1502 wird Herkersdorf erstmals in einer Urkunde zur Zuständigkeite der Gerichte erwähnt, 1597 sind für Herkersdorf 14 Steuerpflichtige verzeichnet.

### 19. und 20. Jahrhundert
1837 wird in Herkersdorf an der heutigen Gabelstraße die erste Schule errichtet.
Um 1900 bezeugt ein Bericht, dass die meisten Dorfbewohner vom Bergbau und von der Landwirtschaft leben.
Auf einem Höhenzug gegenüber dem Druidenstein steht seit 1911 der Ottoturm (Erneuerung 2010).
Der Katholische Kreuzwegbauverein Herkersdorf errichtet in den 1920er Jahren den Kreuzweg zum Druidenstein. 1946 wird der Verein zu einem Kirchbauverein umgewandelt. Die Heilig-Kreuz-Kirche wird 1960 fertiggestellt.
Am 7. Juni 1969 wurden die bis dahin eigenständige Gemeinde Herkersdorf mit damals 497 Einwohnern nach Kirchen (Sieg) eingemeindet.

## Politik
Herkersdorf ist – seit 2019 zusammen mit Offhausen – als ein Ortsbezirk der Stadt Kirchen (Sieg) ausgewiesen und besitzt einen Ortsbeirat und einen ehrenamtlichen Ortsvorsteher.
Am 12. Dezember 2018 hat der Stadtrat Kirchen beschlossen, nach der Kommunalwahl 2019 die beiden bisherigen Bezirke Herkersdorf und Offhausen zu einem Ortsbezirk zu vereinigen. Der Fusion hatten beide Ortsbeiräte zuvor einstimmig zugestimmt.
Der Ortsbeirat besteht seit der Fusion aus neun Ortsbeiratsmitgliedern und dem ehrenamtlichen Ortsvorsteher als Vorsitzendem. Zuletzt bei der Kommunalwahl am 9. Juni 2024 wurden die Beiratsmitglieder in einer Mehrheitswahl gewählt. Der bis 2019 bestehende frühere Ortsbeirat des eigenständigen Ortsbezirks Herkersdorf hatte sieben Beiratsmitglieder.
Thomas Schlösser (CDU) wurde am 27. August 2024 Ortsvorsteher von Herkersdorf/Offhausen. Bei der Direktwahl am 9. Juni 2024 war er als einziger Bewerber mit einem Stimmenanteil von 87,3 % für fünf Jahre gewählt worden.
Schlössers Vorgänger Gerd Schmidt (CDU) war bei der Direktwahl am 26. Mai 2019 mit 80,03 % zum ersten Ortsvorsteher des fusionierten neuen Ortsbezirks gewählt worden. Zuvor war er bereits Ortsvorsteher von Herkersdorf gewesen.

## Kultur
Herkersdorf ist geprägt von einer ausgedehnten Vereins- sowie Handwerkerlandschaft. Über die Landesgrenzen hinaus bekannt ist der Herkersdorfer Carnevals Club (HCC). So haben beispielsweise die im Verein bestehenden Tanzgruppen schon landesweite Trophäen abgeräumt. In den 1950er Jahren war der Ort durch seine historischen Freilichtspiele bekannt, mit deren Einnahmen der Bau der Heilig-Kreuz-Kirche ermöglicht wurde.